# Glenea voeti
Glenea voeti is een kever uit de familie van de boktorren (Cerambycidae). De wetenschappelijke naam van de soort werd voor het eerst geldig gepubliceerd in 2013 door Vives. De naam is mogelijk een synoniem van Glenea venus Thomson, 1865.